# Asplenium sarelii
Asplenium sarelii är en svartbräkenväxtart som beskrevs av William Jackson Hooker. Asplenium sarelii ingår i släktet Asplenium och familjen Aspleniaceae. Inga underarter finns listade.

## Bildgalleri

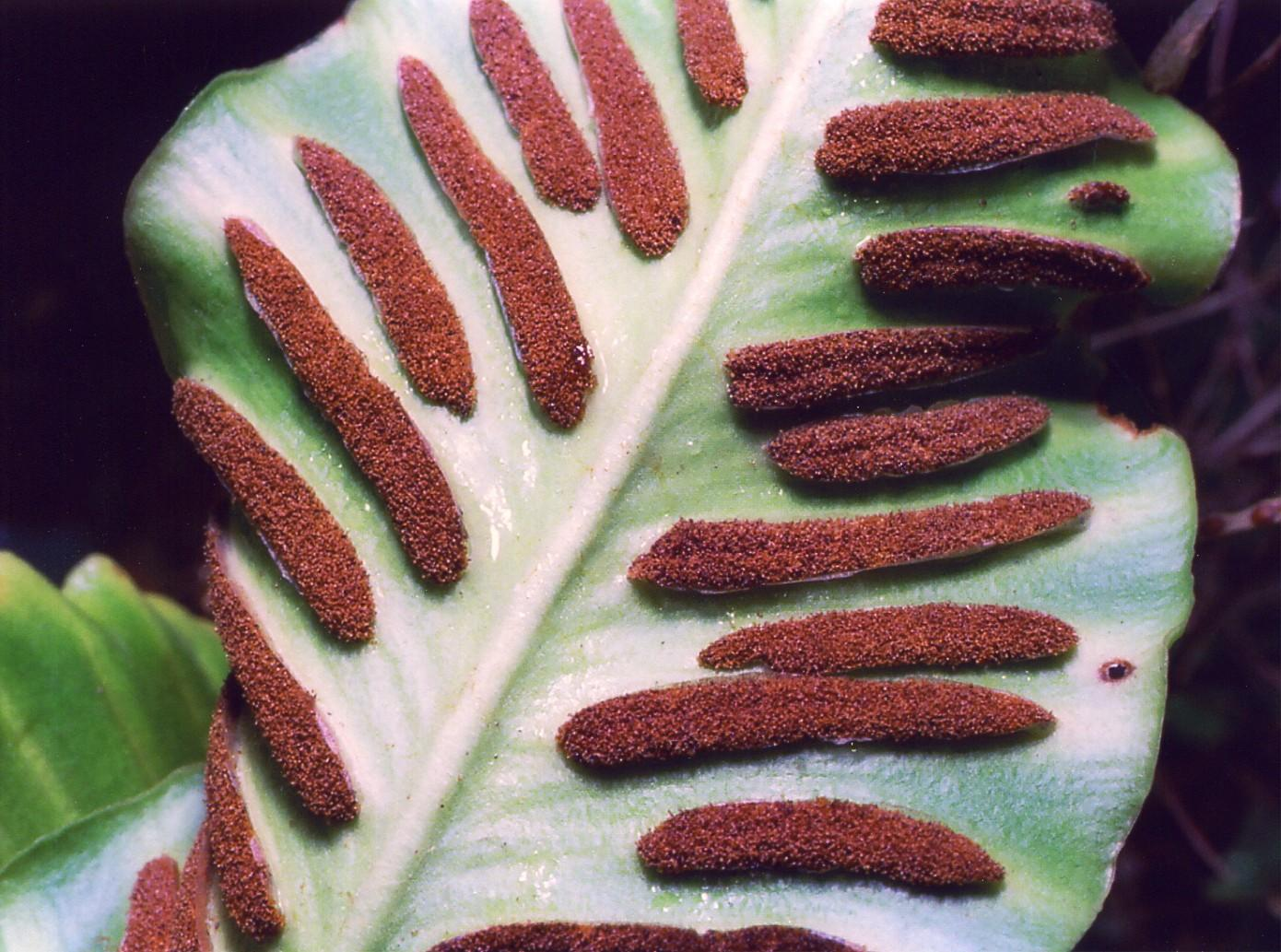
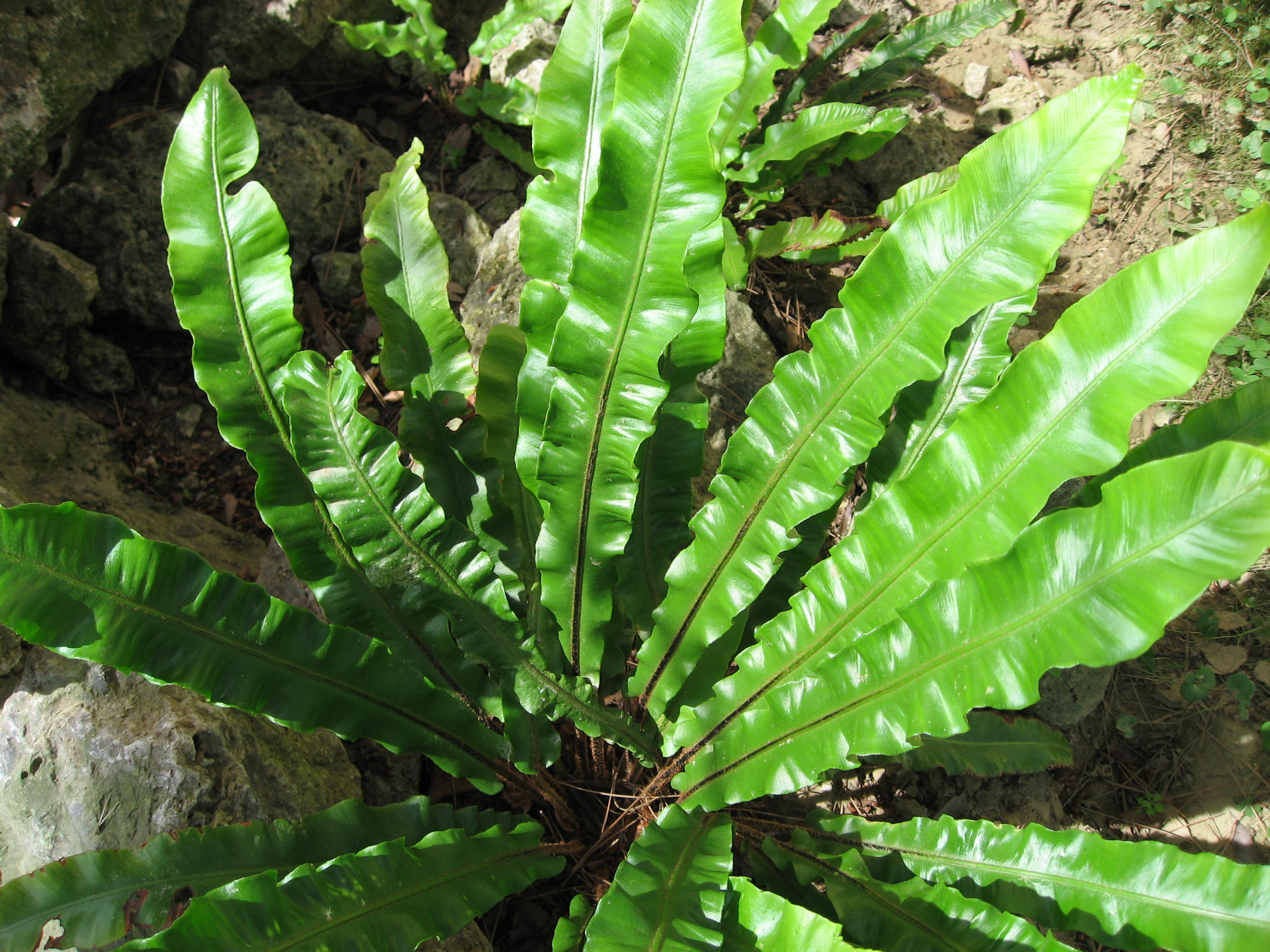